# 존 루주

전쟁 직후 상황을 보여주는 지도. 완전히 파괴된 지역은 빨간색, 심각한 피해 지역은 노란색, 중간 정도 피해 지역은 녹색, 피해 없는 지역은 파란색으로 표시되어 있다.

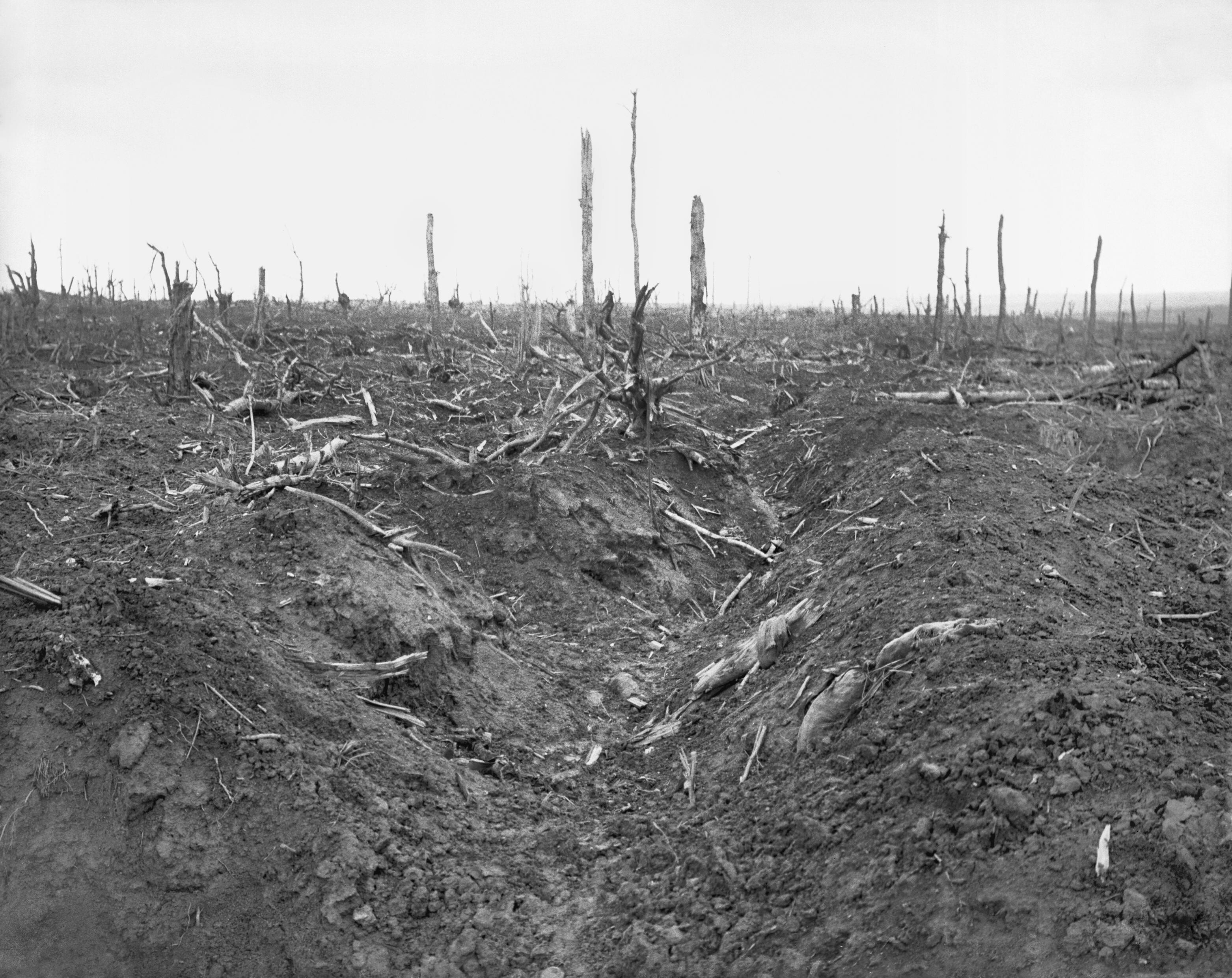
솜주 롱그발 근처 델빌 숲에 있는 독일 참호로, 1916년 존 루주 안에서 파괴되었다.

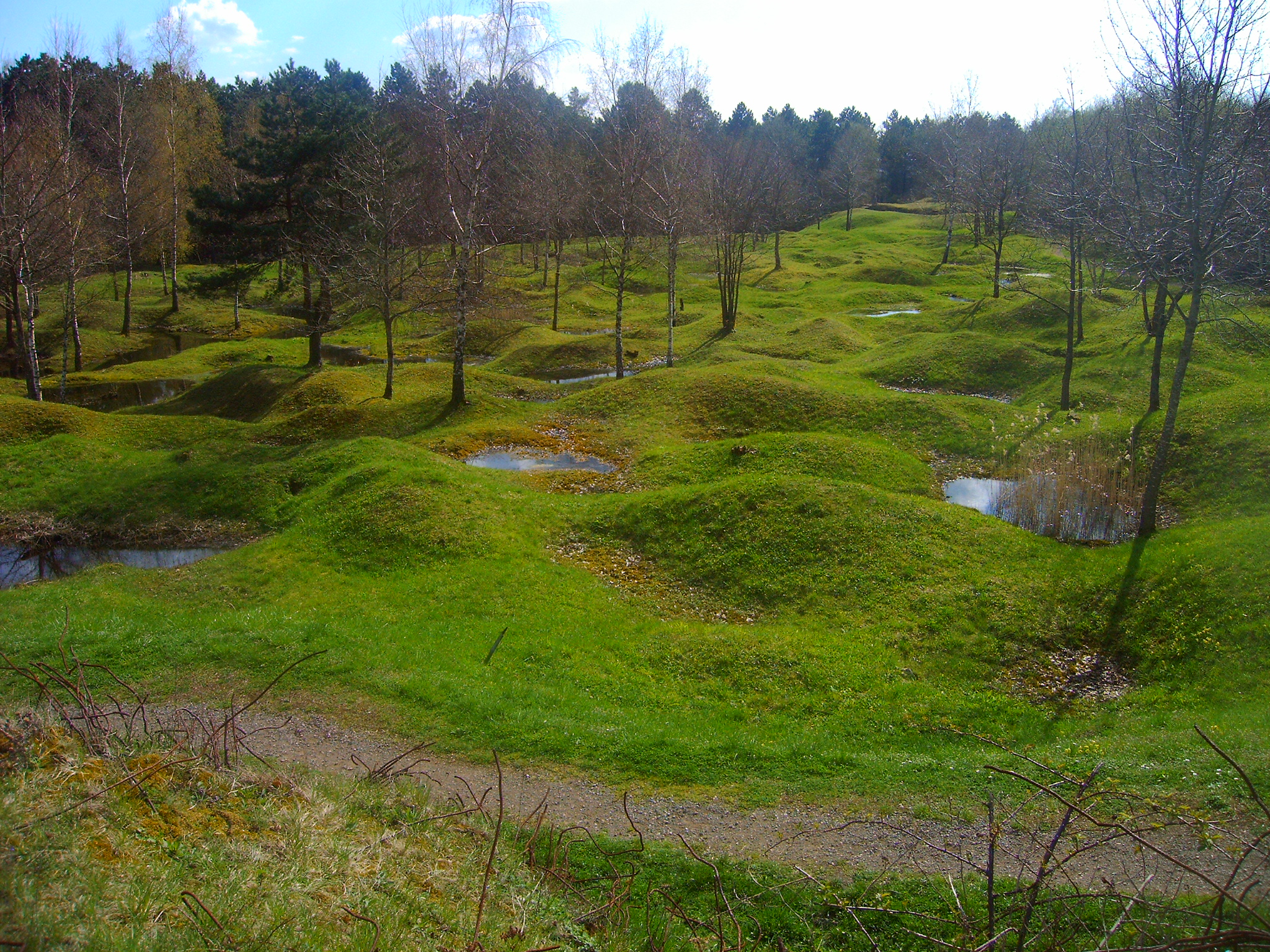
베르됭 전투 유적지 (2005년)

존 루주(프랑스어: Zone rouge, "적색지대"라는 뜻)는 프랑스 정부가 제1차 세계 대전 이후 격리한 프랑스 동북부의 여러 지역을 묶어 부르는 구역이다. 처음에는 1,200 제곱킬로미터 (460 제곱마일)가 넘는 면적을 차지했던 이 땅 1차대전 기간 격렬한 전투가 일어나 환경적으로, 물리적으로 인간이 거주하기 매우 힘들 정도로 파괴되었다. 전후 이런 전장을 정화하러 시도하는 대신 자연의 품으로 방치하였다. 21세기 들어선 존 루주 중 통제 구역이 크게 줄었음에도 불구하고 여전히 여러 제한구역이 존재한다.
존 루주는 1차대전 직후 "100% 재산 피해, 100% 농업 피해, 정화가 불가능하며 인간이 거주하기 불가능할 정도로 완전히 황폐화된 구역"으로 정의되었다.
프랑스 법에 따라 존 루주 내에서의 주택, 농경, 임업과 같은 활동은 일시적으로 또는 영구적으로 금지되었다. 이는 엄청난 양의 인간 및 동물 유해와 수백만 개의 불발탄이 토지를 오염시키고 있기 때문이다. 일부 마을과 촌락은 전쟁 후에도 재건이 허용되지 않았다.

## 주요 위험
존 루주는 불발된 포탄(수많은 가스탄 포함), 수류탄, 녹슨 탄약으로 가득 차 있다. 토양은 납, 수은, 염소, 비소, 다양한 위험한 가스, 산, 인간 및 동물 유해로 심하게 오염되었다. 또한 이 지역엔 탄약고와 화학 공장이 널려 있었다. 서부 전선의 땅은 오래된 참호와 포탄 구덩이로 덮여 있다.
매년 수많은 불발탄이 전 세계 1차 대전 전장에서 회수되며, 이는 철 수확으로 알려져 있다. 존 루주의 토지 관리를 담당하는 프랑스 기관인 프랑스 민방위에 따르면, 격리 지대를 완전히 정화하려면 현재 속도로 300년에서 700년이 더 걸릴 것이라고 한다. 2005~06년에 실시된 일부 실험에서는 가장 심각한 지역의 토양 상위 15 센티미터 (5.9 인치)에서 헥타르당 최대 300개의 포탄(에이커당 120개)이 발견되었다.
모든 식물의 99%가 여전히 죽는 지역은 접근이 금지되어 있다. 예를 들어, 이퍼르와 뵈브르 근처에 두 개의 작은 지역이 있는데 이곳의 토양에는 비소가 킬로그램당 최대 176그램(18%)을 차지한다. 1920년대에 비소 함유 화학전 포탄이 열처리로 그곳에서 파괴되었다.

## 같이 보기
- 제1차 세계 대전 중 파괴된 프랑스 마을
- 비무장 지대
- 비의도적 공원
- 철 수확
- 무인지대
- 프리피야티

## 참고 문헌
- Smith, Corinna Haven; Caroline R. Hill (1920). 《Rising Above the Ruins in France: An Account of the Progress Made Since the Armistice in the Devastated Regions in Re-establishing Industrial Activities and the Normal Life of the People》. New York: GP Putnam's Sons.
- De Sousa, David (2002). 《La Reconstruction et sa Mémoire dans les villages de la Somme 1918–1932》. Éditions La vague verte. 212 pages.
- Bonnard, Jean-Yves (2009). 《La reconstitution des terres de l'Oise après la Grande Guerre: les bases d'une nouvelle géographie du foncier》. 《Annales Historiques Compiégnoises》. 25–36쪽.
- Parent, G.-H. (2004). 〈I. L'herpétofaune – II.La diversité floristique – III. Les sites d'intérêt botanique et zoologique à protéger prioritairement〉. 《Trois études sur la Zone Rouge de Verdun, une zone totalement sinistrée》. Ferrantia. 288 pages.
- Bausinger, Tobias; Eric Bonnaire; Johannes Preuß (2007). 《Exposure assessment of a burning ground for chemical ammunition on the Great War battlefields of Verdun》. 《Science of the Total Environment》 382. 259–271쪽. Bibcode:2007ScTEn.382..259B. doi:10.1016/j.scitotenv.2007.04.029. PMID 17555801.